# 16 février dans les chemins de fer
16 janvier 16 mars
Chronologies thématiques
- Croisades
- Sports
- Disney

Cette page concerne les événements qui se sont déroulés un 16 février dans les chemins de fer.

## Événements

### XXesiècle
- 1965. Royaume-Uni : le British Railways Board rend public le rapport The Development of the Major Railway Trunk Routes (rapport Beeching II), programme de réduction et de restructuration du réseau ferroviaire britannique, concluant que, sur les 12 000 km du réseau, seuls 4 800 km valaient la peine qu'on continue d'y investir.
- 1969. Roumanie : achèvement de l'électrification en 25 kV 50 Hz de la ligne Bucarest - Brașov, première artère électrifiée des Căile Ferate Române.
- 1974. France : ouverture de la première section de la « ligne du Plateau » desservant la ville nouvelle d'Évry, entre la bifurcation (et ancienne gare de Grigny - Val de Seine) et la gare de Grigny - Centre.